# Experiments in the Revival of Organisms
Experiments in the Revival of Organisms (ros. «Эксперименты по оживлению организма») – radziecki film dokumentalny z 1940, przedstawiający badania nad resuscytacją organizmów w stanie śmierci klinicznej. Film jest dostępny dzięki Prelinger Archives, i znajduje się w domenie publicznej. W czołówce filmu pokazany jest brytyjski naukowiec J.B.S. Haldane, będący następnie narratorem filmu, w którym pojawiają się rosyjskie i angielskie napisy. Operacje przeprowadził dr Siergiej Briuchonienko, fizjolog z Woroneskiego Instytutu Eksperymentalnej Fizjologii i Terapii (Воронежский Институт Экспериментальной Физиологии и Терапии).

## Akcja filmu
Film pokazuje i omawia, bez wnikania w szczegóły, serię eksperymentów medycznych na psach. Najpierw pokazane jest wyizolowane, wiszące w powietrzu serce, które bije podłączone do czterech rurek, doprowadzających krew.
Potem pokazane są leżące na tacy płuca, poruszane miechem, które natleniają krew.
Następnie proste sztuczne płucoserce, autojector (ros. автожектор), złożone z pary pomp i filtru natleniającego krew. Widzimy za chwilę, że urządzenie podłączone jest do głowy psa, której dostarcza natlenioną krew; jednak film nie pokazuje połączeń tętnic i żył. Głowa na filmie reaguje na bodźce zewnętrzne.
Ostatnie doświadczenie to doprowadzenie do klinicznej śmierci psa (które pokazane jest na schematycznym rysunku aktywności serca i płuc) poprzez usunięcie krwi z ciała. Po 10 minutach ciało zostaje podłączone do opisanego wyżej sztucznego płucoserca. Kilka minut później serce zaczyna pracować z nieregularną częstotliwością, następnie odzyskuje normalny rytm. Powraca oddech. Maszyna zostaje odłączona od psa, i pies powraca do normalnego zdrowego życia.

## Reakcje

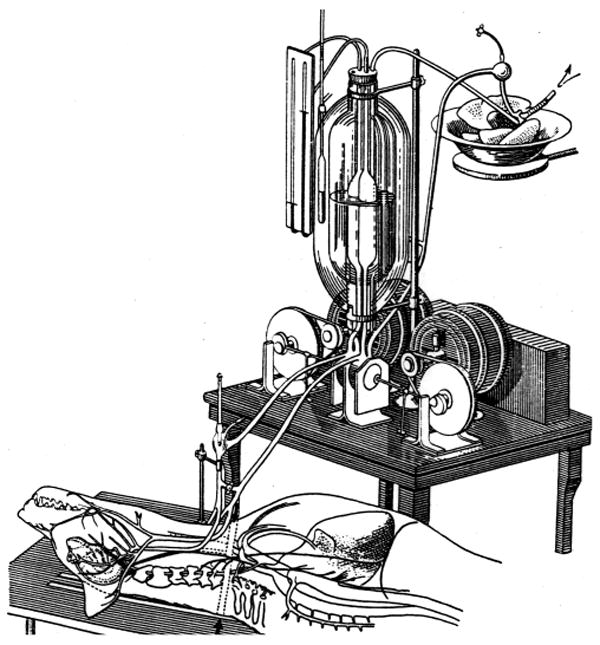
Schematyczny rysunek procedury

Eksperyment Briuchonienko z głową oddzieloną od ciała został skomentowany przez George'a Bernarda Shawa.
W 1940 Briuchonienko przystosował autojector do użycia na ludziach; maszyna znajduje się obecnie w Muzeum Chirurgii Sercowo-Naczyniowej w Naukowym Centrum Chirurgii Sercowo-Naczyniowej w Rosji. W 1965 Briuchonienko pośmiertnie otrzymał Nagrodę Leninowską.

## Nawiązania w kulturze
Wisława Szymborska opisała wydarzenia przedstawione w filmie w wierszu Eksperyment z 1967 roku.
Zespół heavymetalowy Metallica nawiązuje do tego filmu w wideoklipie singla "All Nightmare Long" z 2009.
Film z 2008 Z Archiwum X: Chcę wierzyć w dużej części opiera się o motyw przeszczepu całego ciała.
Podobne radzieckie eksperymenty są głównym wątkiem powieści 9tail Fox autorstwa brytyjskiego pisarza Jona Courtenaya Grimwooda.